# 氷見市立比美乃江小学校
氷見市立比美乃江小学校（ひみしりつ ひみのえしょうがっこう）は富山県氷見市にある公立小学校。

## 沿革
- 2006年（平成18年）-上余川小学校、一刎小学校、余川小学校、稲積小学校、加納小学校、東小学校の6校を統合し、開校する。スクールバス5台配備。
- 2010年（平成22年） - 体育館耐震化工事。
- 2012年（平成24年） - 校舎耐震化工事。
- 2014年（平成26年） - 体育館・校舎非構造物耐震化工事。
- 2016年（平成28年） - 創校10周年記念事業実施。
- 2017年（平成29年） - タブレットPCの導入。職員玄関電気錠設置工事。
- 2018年（平成30年） - 災害時の備蓄倉庫の設置。
- 2024年（令和6年）
  - 1月9日 - 1月1日夕方に発生した令和6年能登半島地震の影響で、この日行われる予定だった始業式を延期[2]。
  - 1月10日 - 地震の影響で延期された第3学期始業式挙行[3]。また、同日から給水所が設置される[4][5]。

## 通学区域と進学先中学校
出典

### 通学区域
- 比美町、中央町、北大町、諏訪野、丸の内（1番～13番、14番1号～14番4号、14番12号～14番23号、15番1号～15番6号、15番19号～15番28号）、幸町（1番1号、1番2号、1番26号～1番29号、3番～8番、9番33号～9番75号、9番78号、21番49号～21番66号、22番～32番）、栄町、加納、大野新、鞍川（上庄小学校通学区域を除く区域）、間島、稲積、大野（1291番地～1330番地）、余川、上余川、寺尾、懸札、味川、吉懸、一刎

### 進学先中学校
- 氷見市立北部中学校

## 周辺
- 宗源神社
- 富山県道303号柿谷池田線
- 道の駅氷見（氷見漁港場外市場 ひみ番屋街）